# 賀紘璿
賀紘璿（1969年—），中華民國海軍少將，現任海軍司令部少將副參謀長（主管海軍業務），曾任海軍司令部人事軍務處少將處長、海軍一六八艦隊少將艦隊長、國防部部長辦公室上校參謀主任、海軍繼光軍艦上校艦長、海軍汾陽軍艦上校艦長、海軍勤務指揮部中校副指揮官、國防部作計室軍事訓練處中校訓練官。畢業於海軍官校正80年班、國防大學指參學院、國防大學戰爭學院99年班。